# Смирна (древни град)
Смирна (старогрчки: Σμυρνη) је био грчки град који се налазио на стратешкој тачки на егејској обали Анадолије. Због повољних услова у луци, лакоће одбране и добрих унутрашњих веза, Смирна је постала истакнута. Име града од око 1930. године је промењено у Измир.
Два локалитета древног града данас су унутар граница Измира. Прво место, које су вероватно основали аутохтони народи, постало је истакнуто током архајског периода као једно од главних древних грчких насеља у западној Анадолији. Други, чије се оснивање везује за Александра Македонског, достигао је метрополитске размере током периода Римског царства. Већина данашњих остатака древног града датира из римског доба, већина након земљотреса из другог века нове ере. У практичном смислу, често се прави разлика између њих. Стара Смирна је била почетно насеље основано око 11. века пре нове ере, прво као еолско насеље, а касније су га током архајског периода преузели и развили Јонци. Сама Смирна је био нови град у који су се становници преселили од четвртог века пре нове ере и чије је оснивање инспирисано Александром Великим.
Стара Смирна се налазила на малом полуострву повезаном са копненом уском превлаком на североисточном углу унутрашњег измирског залива, на ивици плодне равнице и у подножју планине Јаманлар. Ово анадолско насеље је командовало заливом. Данас се археолошко налазиште, названо Бајракли Хоиугу, налази отприлике 700 метара у унутрашњости, у насељу Тепекуле у Бајраклију. Нова Смирна се истовремено развила на обронцима планине Пагос (данас Кадифекале) и поред обалног мореуза, непосредно испод кога је до 18. века постојао мали залив. Језгро касне хеленистичке и ране римске Смирне сачувано је на великој површини Музеја на отвореном Измир Агора на овом месту. Истраживања се врше на локалитетима и старих и нових градова. Ово се спроводи од 1997. за Стару Смирну и од 2002. за град из класичног периода, у сарадњи између Археолошког музеја Измира и Метрополитанске општине Измир.

## Историја
За име града је понуђено неколико објашњења. По грчком миту, он је добио име од истоименог Амазона по имену Σμυρνα (Смирна), што је такође било име једне четврти Ефеса.  На натписима и новчићима име је често писано као Ζμυρνα (Змирна). Име Смирна је такође можда преузето од старогрчке речи за смирну, која је била главнa извозна роба у античко доба.
Регион је био насељен барем почетком трећег миленијума пре нове ере, или можда раније, као што сугеришу налази пронађени у Јешиловој Хјуку (дистрикт у Измиру) у ископавањима од 2005. То је могао бити град аутохтоних Лелега (абориџини на егејској обали) пре него што су грчки колонисти почели да се насељавају дуж обале Мале Азије на прелазу из другог у први миленијум пре нове ере. Током класичне антике, Смирна је била водећи град-држава Јоније, са утицајем на егејским обалама и острвима. Смирна је такође била међу градовима који су тврдили да је Хомер био њен становник. Рани еолски грчки досељеници са Лезбоса и Кима, ширећи се на исток, заузели су долину Смирне. Био је то један од конфедерација еолских градова-држава, који је означавао еолску границу са јонским колонијама.
У град су се населили странци или избеглице из јонског града Колофона. Током устанка 688. п. н. е, они су преузели контролу над градом, чинећи га тринаестом од јонских градова-држава. Ревидиране митологије кажу да је то била колонија Ефеса. Године 688. п. н. е, јонски боксер Ономаст из Смирне освојио је награду у Олимпији, али је преврат тада вероватно био недавни догађај. Колофонско освајање помиње Мимнерм (пре 600. године пре нове ере), који се подједнако убраја у Колофон и Смирну. Еолски облик имена задржао се чак и у атичком дијалекту, а епитет „еолска Смирна” остао је актуелан дуго након освајања.
Смирна се налазила на ушћу реке Херм и на челу дубоког рукавца мора који је досезао далеко у унутрашњост. Ово је омогућило грчким трговачким бродовима да уплове у срце Лидије, чиме је град постао део суштинске трговачке руте између Анадолије и Егејског мора. Током седмог века пре нове ере, Смирна се уздигла до моћи и сјаја. Један од великих трговачких путева који прелазе Анадолију спушта се долином Херма поред Сарда, а затим, одступајући од долине, пролази јужно од планине Сипил и прелази низак превој у малу долину где Смирна лежи између планина и мора. Милет и касније Ефес били су смештени на морском крају другог великог трговачког пута преко Анадолије; они су се једно време успешно такмичили са Смирном; али након што су луке оба града замућене, Смирна је била без премца главна у региону када је у питању трговина.
Река Мелес, која је текла поред Смирне, позната је у књижевности и обожавана је у долини. Заједничка и доследна традиција повезује Хомера са долином Смирне и обалама Мелеса; његова фигура је била један од типова залиха на новчићима Смирне, чију класу нумизматичари називају „хомеријанским“. На њега је примењен епитет Мелесиген; пећина у којој је имао обичај да компонује своје песме била је приказана близу извора реке; његов храм, Хомереум, стајао је на његовим обалама. Сталан уједначен ток Мелеса, и лети и зими, и његов кратак ток, који почиње и завршава у близини града, славе Аристида и Химерију. Поток извире из обилних извора источно од града и улива се у југоисточни крај залива. Архаични град („Стара Смирна“) садржао је Атинин храм из седмог века пре нове ере.
Када су краљеви Мермнада подигли лидијску моћ и агресивност, Смирна је била једна од првих тачака напада. Гиг (око 687–652. п. н. е.) је, међутим, поражен на обалама Херм, а ситуација на бојном пољу показује да се моћ Смирне протезала далеко на исток. Јаку тврђаву подигли су вероватно Јонци да би заповедали долином Нимфи, чије су рушевине још импозантне, на брду у превоју између Смирне и Нимфи. Према Теогнису (око 500. п. н. е.), Смирну је уништио понос. Мимнермус (песник из Смирне) жали због дегенерације грађана свог времена, који више нису могли да обуздају напредовање Лидије. Коначно, Алијат II (609–560. п. н. е.) је освојио град и опљачкао га, и иако Смирна није престала да постоји, грчки живот и политичко јединство су уништени, а полис је реорганизован на основу сеоског система. Смирна се помиње у фрагменту Пиндара и у натпису из 388. п. н. е, али је њена величина била прошлост.
Александар Велики је осмислио идеју обнављања грчког града у шеми која је, према Страбону, заправо спроведена под Антигоном (316–301. п. н. е.) и Лизимахом (301. п. н. е.—281. п. н. е.), који су проширили и утврдили град. Срушени акропољ древног града, "круна Смирне", био је на стрмом врху високом око 380 метара (1250 стопа), који се надвија над североисточним крајем залива. Савремени Измир је изграђен на врху каснијег хеленистичког града, делом на падинама заобљеног брда које су Грци звали Пагос (брдо), близу југоисточног краја залива а делом на ниском тлу између брда и мора. Лепота хеленистичког града, скупљеног на ниском земљишту и уздизања нивоа преко нивоа на падини, често је хваљена од стране старих људи и слављена је на његовим новчићима. Смирна је на западу затворена брдом који се сада зове Дејрмен Тепе, са рушевинама храма на врху. Лизимахови зидови прелазили су врх овог брда, а акропољ је заузимао врх Пага. Између њих два је пут из Ефеса улазио у град кроз Ефеска врата, близу којих је била гимназија. Ближе акропољу се још увек види обрис стадиона а позориште се налазило на северним падинама Пагоса. Смирна је поседовала две луке. Спољна лука је једноставно била отворени пут залива, а унутрашња је била мали базен са уским улазом који је делимично испунио Тамерлан 1402. године нове ере.
Улице су биле широке, добро поплочане и постављене под правим углом; многи су добили називе по храмовима: главна улица, звана Златна, пролазила је кроз град од запада према истоку, почевши вероватно од храма Зевса Акраија на западној падини брда и протезала се око нижих падина према Тепечику ван града на истоку, где је вероватно стајао Кибелин храм, обожаван под именом Богиња града Смирне, заштитнице града. Име је добило по оближњој планини Сипил, која омеђује долину залеђа града. Равница према мору била је прениска да би се прописно исушила, а по кишном времену улице доњег града биле су пуне блата и воде. На крају хеленистичког периода, 197. п. н. е, град је изненада прекинуо везе са пергамским краљем Еуменом и уместо тога се обратио Риму за помоћ. Пошто Рим и Смирна до тада нису имали никакве везе, Смирна је створила култ Рима да би успоставила везу, а култ је на крају постао раширен кроз читаво Римско царство. Од 195. године пре нове ере, град Рим је почео да се деификује, у култу богиње Роме. У том смислу, Смирнејци се могу сматрати творцима богиње Роме.
Године 133. п. н. е, када је последњи краљ Аталида Атал III умро без наследника, његовом вољом је Римљанима додељено цело његово краљевство, укључујући Смирну. Организовали су је у римску провинцију Азију, чиме је Пергам постао главни град. Смирна је, међутим, као главна морска лука, постала водећи град у новоконституисаној провинцији.
Као један од главних градова римске Азије, Смирна се борила са Ефесом и Пергамом за титулу „Први град Азије“.
Хришћанска црква и епископија постојали су овде од најранијих времена, вероватно настали у знатној јеврејској колонији. Била је то једна од седам цркава о којима се говори у Књизи Откривења. Свети Игњатије Антиохијски је посетио Смирну и касније писао писма њеном епископу Поликарпу. Руља Јевреја и пагана подржавала је Поликарпово мучеништво 153. године нове ере. Иринеј, који је као дечак чуо Поликарпа, вероватно је био родом из Смирне. Други познати становник истог периода био је Елије Аристид.
Након разорног земљотреса 178. године нове ере, Смирна је обновљена у римском периоду (2. век нове ере) под царем Марком Аурелијем. Елије Аристид је написао писмо Марку Аурелију и његовом сину Комоду, позивајући их да постану нови оснивачи града. Поликрат извештава о низу бискупа укључујући Поликарпа из Смирне, као и друге у оближњим градовима као што је Мелито са Сарда. Везано за то време, немачки историчар В. Бауер је написао: Азијско јеврејско хришћанство је заузврат примило сазнање да ће од сада „црква“ бити отворена без оклевања јеврејском утицају посредством хришћана, који долази не само из апокалиптичких традиција, већ и из синагоге са својим обичајима који се тичу богослужења, што је довело до присвајање јеврејске Пасхе. Чини се да је чак и светковање суботе од стране хришћана нашло неку наклоност у Азији. Налазимо да у постапостолским временима, у периоду формирања црквене структуре, јеврејски хришћани у овим крајевима долазе до изражаја.
Крајем другог века Иринеј је такође приметио: Поликарп такође не само да је поучен од апостола, и разговарао је са многима који су видели Христа, него је такође, од апостола у Азији, постављен за епископа Цркве у Смирни... увек је поучавао стварима које је научио од апостола и које је Црква је предала, а које су саме истините. О томе сведоче све азијске Цркве, као и они људи који су наследили Поликарпа.
Тертулијан је написао 208 нове ере: У сваком случају, јереси су у најбољем случају новине и немају континуитет са Христовим учењем. Можда неки јеретици могу тврдити да је апостолска старина: ми одговарамо: Нека објаве порекло својих цркава и нека размотају каталог својих епископа до сада од апостола или од неког епископа постављеног од апостола, како Смирњани рачунају од Поликарпа и Јована, и Римљани од Климента и Петра; нека јеретици измисле нешто што би одговарало овоме.
Отуда је очигледно црква у Смирни била једна од цркава за које је Тертулијан сматрао да има право апостолско наследство. Средином 3. века већина се придружила грчко-римским црквама. Када је Константинопољ постао седиште државе, трговина између Анадолије и Запада је смањила значај, а Смирна је опала. Селџучки командант Чаха беј је заузео Смирну 1084. године и користио је као базу за поморске нападе, али је град повратио генерал Џон Дукас.
Турци су град неколико пута пустошили, а постао је прилично разорен када га је никејски цар Јован III Дука Ватац обновио око 1222. године. 
Ибн Батута га је још увек у великој мери сматрао рушевином када га је истоимени поглавица Бејлика из Ајдинида освојио око 1330. и поставио свог сина Умура за гувернера. Постала је лука емирата. Током крсташког рата 1344. године у Смирни, 28. октобра, удружене снаге Витешког реда Хоспиталиста са Родоса, Венецијанске републике, Папске државе и Краљевине Кипра, заузеле су и луку и град од Турака, које су држали скоро 60 година; цитадела је пала 1348. године, смрћу гувернера Умура. Године 1402. Тамерлан је упао у град и масакрирао скоро све становнике. Ово освајање је било само привремено, али су Турци повратили Смирну под династијом Ајдиниди, након чега је постала османска, када су Османлије заузеле земље Ајдина након 1425. године.
Грчки утицај је био толико јак на том подручју да су га Турци назвали „Смирна неверника“. Док турски извори прате појаву термина у 14. веку када су два одвојена дела града контролисале две различите силе, горњи Измир је био муслимански, а доњи део града хришћански. Током касног 19. и почетка 20. века, град је био важан финансијски и културни центар грчког света. Од 391 фабрике, 322 су припадале локалним Грцима, док су 3 од 9 банака биле подржане од стране Грка. Образовањем су такође доминирале локалне грчке заједнице са укупно 67 мушких и 4 женске школе. Османлије су наставили да контролишу ово подручје, са изузетком периода 1919–1922, када је град додељен Грчкој Севрским уговором.
Најважнија грчка образовна институција у региону била је Евангелистичка школа која је радила од 1733. до 1922. године.
Након завршетка Првог светског рата, Грчка је од 15. маја 1919. окупирала Смирну и успоставила војну управу. Грчки премијер Венизелос је имао планове да анексира Смирну и чинило се да остварује свој циљ у Севрском споразуму, потписаном 10. августа 1920. године. (обе стране нису ратификовале овај уговор; заменио га је уговор о миру из Лозане) Окупација Смирне је окончана уласком турске војске Кемала Ататурка у град 9. септембра 1922, на крају грчко-турског рата (1919–1922). Непосредно након тога избио је пожар у грчким и јерменским четвртима града 13. септембра 1922. године, познат као Велики пожар у Смирни. Процењује се да је број умрлих у распону од 10.000 до 100.000.
Јермени су, поред Грка, одиграли значајну улогу у развоју града, посебно током периода истраживања, када су Јермени постали кључни играч у сектору трговине. Јермени су имали трговачке путеве који су се протезали од далеког истока до Европе. Једно од најзначајнијих добара којим су Јермени трговали била је иранска свила, где им је ирански шах Абас дао монопол над њом у 17. веку. Јермени су трговали иранском свилом са европским и грчким трговцима у Смирни; ова трговина учинила је Јермене веома богатим. Поред трговине, Јермени су се бавили производњом, банкарством и другим професијама везаним за трговину и новац.

### Агора
Остаци древне агоре Смирне данас чине простор Музеја Измир Агоре у Измирској четврти Намазгах, иако становници града обично називају њену област „Агора“. Смештен на северним падинама брда Пагос, био је трговачко, судско и политичко језгро древног града, његов центар уметничких активности и наставе. Музеј на отвореном Измир Агора састоји се од пет делова, укључујући подручје агоре, базу северне капије базилике и пијацу.
Агора Смирна је изграђена током хеленистичке ере.

## Ископавања
Иако је Смирну истраживао Чарлс Тексије у 19. веку, а немачки конзул у Измиру је купио земљиште око античког позоришта 1917. да би започео ископавања, може се рећи да су прва научна ископавања почела 1927. године. Већина открића је направљена археолошким истраживањима која су као продужетак током периода између 1931. и 1942. године спровели немачки археолог Рудолф Науман и Селихатин Кантар, директор музеја у Измиру и Ефесу. Открили су троспратни, правоугаони комплекс са степеницама у предњем делу, изграђен на стубовима и луковима око великог дворишта у средини зграде.
Нова ископавања на агори почела су 1996. године. Настављена су од 2002. године под покровитељством Метрополитанске општине Измир. Основна школа поред агоре која је изгорела 1980. године није реконструисана. Уместо тога, његов простор је уграђен у историјско место. Површина агоре је повећана на 16.590 квадратних метара (178.600 квадратних стопа). Ово је омогућило евакуацију раније неистражене зоне. Археолози и локалне власти, ако то дозвољавају, будно посматрају и суседни вишеспратни паркинг, за који се зна да покрива важан део античког насеља. Током садашње обнове старе рестаурације у бетону постепено се замењују мермером.
Ново ископавање открило је северну капију агоре. Закључено је да су рељефне фигуре богиње Хестије пронађене у овим ископинама наставак Зевсовог олтара откривеног током првих ископавања. Пронађене су и статуе богова Хермеса, Диониса, Ероса и Херакла, као и многе статуе, главе, утискивања, фигурице и споменици људи и животиња, од мермера, камена, костију, стакла, метала и теракоте. Натписи пронађени овде наводе људе који су пружили помоћ Смирни након земљотреса 178. године.

## Економија
Почетком 20. века, Смирна је имала неколико млинова који су прели конац. Од 1920. године у Смирни су постојале две фабрике за бојење предива, које су биле у власништву британских компанија. Ове компаније запошљавале су преко 60.000 људи. У то време, постојала је и фабрика за предионицу памука у власништву Француске. Град је производио и сапун од маслиновог уља. Железара, такође у власништву Британаца, производила је алате и опрему. Ти алати су коришћени за издвајање танина из храста валоније. Од 1920. године железара је извозила 5.000 тона производа годишње. Град је производио и дрвене кутије, које су служиле за складиштење смокава и сувог грожђа. Дрво за сандуке увезено је из Аустрије и Румуније.